# Matteo Raeli
Matteo Raeli (Noto, 23 décembre 1812 - Noto, 26 novembre 1875) est un patriote, juriste et homme politique italien.
Il est ministre de la Justice et des Cultes du royaume d'Italie dans le gouvernement Lanza.

## Biographie
Matteo Raeli est né à Noto dans une famille aisée, son père Paolo est membre de la "Decuria di Noto" (Décurie de Noto). La situation économique de la famille lui permet de terminer ses études, d'abord à Noto puis à l'université de Catane, où il obtient sa licence en droit, reprenant l'activité d'avocat, qu'il exerce en véritable prince de la cour.
En 1839, comme son père, il devient "Décurion" à Noto, et joue un rôle de premier plan dans la Décurie. Les années du Décurionat sont celles où il commence à développer des idées libérales et anti-bourboniennes et à conspirer avec d'autres bourgeois et aristocrates.

### Les soulèvements de 1848-1849
Le 3 février 1848, il prend la tête des libéraux de Netini dans la révolte anti-bourbon qui enflamme la Sicile et conduit à l'expulsion des Bourbons. En mars 1848, le comité révolutionnaire convoque les élections des députés à la Chambre des communes du Parlement révolutionnaire de Palerme.
A Noto, il est élu avec le marquis Giuseppe Trigona. Le parlement révolutionnaire acclame Ruggero Settimo comme président, tandis que la Chambre des communes et la Chambre des pairs proclament la déchéance du roi Bourbon Ferdinand II  (roi des Deux-Siciles). Ainsi, le nouvel État de Sicile est né, et Matteo Raeli devient d'abord ministre des Finances, puis ministre de l'Intérieur et de la Sécurité.
En 1849, sous la pression du général Carlo Filangieri, qui entre dans Palerme le 15 mai, le jeune État sicilien cesse d'exister et les Bourbons reprennent le pouvoir et redeviennent les seigneurs de l'île. Les représailles des Bourbons prennent la forme de condamnations à mort et d'exil.

### Exil
Exclu de l'amnistie pour avoir été l'un des chefs de la révolte, Matteo Raeli choisit la voie de l'exil et se rend à Malte avec Ruggero Settimo, partageant son sort jusqu'à la mort de ce dernier.
À Malte, il est chargé par le gouvernement britannique de rédiger un code de droit colonial, mais entre-temps, il établit des relations avec les réfugiés de Sicile et du reste de l'Italie. Il s'y lie d'amitié avec Nicolò Fabrizi et, avec lui, Raeli s'occupe des aspects politiques et organisationnels, entretenant des contacts avec les comités secrets locaux du sud-est de la Sicile, mobilisant ses correspondants de la révolte de la Gancia, accréditant Fabrizi parmi les libéraux modérés, et donnant enfin le signal d'un soulèvement général le 18 mai, après le débarquement des Mille. Fabrizi, quant à lui, s'est occupé des aspects logistiques et militaires de leur mission, qui aboutit au débarquement de Pozzallo le 4 juin et à la formation des "Cacciatori del Faro" (chasseurs de phares). Le résultat de leur action commune est la libération des Val di Noto des Bourbons.

### Avec Garibaldi en Sicile
Raeli retourne à Noto le 13 juillet pour donner l'impulsion décisive au choix annexionniste de la Sicile au reste de l'Italie avec le plébiscite.
Avec le transfert des pouvoirs dictatoriaux de Garibaldi, Raeli fait partie du Conseil d’État, composé de 36 membres, et peu après il donne lieu au référendum pour l'annexion de la Sicile et en décembre 1860 il fait partie du Conseil de lieutenance, avec la tâche du département de la Grâce et de la Justice.
Il convoque les premières élections du premier parlement national à Turin, et le 3 février 1861, il est élu dans la circonscription uninominale de Noto pour la huitième législature, où il fait partie de la Destra storica droite historique. En septembre 1862, Raeli renonce à son mandat parlementaire, car il est nommé procureur général auprès de la cour d'appel de Trani, puis secrétaire général du ministère de l'Intérieur.

### Député et ministre
Au cours de la législature suivante, il est élu au Parlement de Florence, où la capitale s'est entre-temps déplacée (1865). Au cours de la 9e législature, il présente le projet de loi pour la suppression des corporations religieuses et, une fois celui-ci approuvé en 1866, les communautés religieuses sont abolies et leurs biens confisqués.
En mars 1867, la dixième législature, à laquelle Matteo Raeli a été élu pour la circonscription de Caltagirone, débute et il est nommé ministre de la Grâce et de la Justice et des Affaires religieuses dans le gouvernement dirigé par Giovanni Lanza. Raeli est un fervent partisan du transfert de la capitale de Florence à Rome et aurait signé l'ordre d'occupation de la ville.
En novembre 1870, il est réélu au Parlement pour la 11e législature dans le collège de Mistretta et Noto, en choisissant Noto. Tout au long de la législature, il fait avancer le projet de loi visant à transférer la capitale de Florence à Rome. Il est le rédacteur de la Legge delle Guarentigie (Loi des Garanties) qui met fin au pouvoir temporel des papes et à laquelle le pape Pie IX répond par l'encyclique Ubi Nos. L'encyclique provoque une profonde division entre l'Église et l'État, division qui n'est résolue que par les accords du Latran de 1929.
Matteo Raeli est également élu lors de la 12e législature, mais sa santé se détériore et il est contraint de démissionner. Après une longue période d'errance à la recherche d'une station thermale appropriée, il se retire dans sa ville natale de Noto, où il meurt le 25 octobre 1875.